# Liste de musées en Ukraine
Pour les autres articles nationaux ou selon les autres juridictions, voir Liste des musées par pays.
Cet article présente une liste non exhaustive de musées en Ukraine, classés par ville.

## Batourine
- Palais Razoumovski.
- Musée Kotchoubeï.
- Musée d'archéologie de Batouryn.

## Dnipro
- Musée d'Art de Dnipro.
- Musée d'histoire de Dnipro.
- Musée de la maison de Dmytro Yavornytsky.

## Donetsk
- Musée d’ethnographie de la région de Donetsk.
- Parc de sculptures forgées de Donetsk.
- Musée ferroviaire de Donetsk.

## Hloukhiv
- Musée des traditions locales de Hloukhiv.

## Jytomyr
- Musée d'art de Jytomyr.
- Musée régional de Jytomyr.
- Musée des arts de Kmytiv.
- Musée des icônes nationales ukrainiennes.
- Musée Sergueï Korolev de Cosmonautique.

## Kaniv
- musée Taras Chevtchenko.
- musée militaire de plein air à Kaniv.

## Kharkiv
- Musée d'art de Kharkiv
  - Musée d'art populaire, Kharkiv.
  - Musée d'art historique de Parkhomivsky.
  - Musée d'Art et de Mémoire Ilia-Répine, Tchouhouïv.
- Galerie municipale de Kharkiv.
- Musée ferroviaire de Kharkiv.
- Musée d'histoire.
- Parc Maxime Gorki.
- Réserve historique et culturelle de Repin Chuguiv.

## Kherson
- Musée d'art de Kherson
- Musée régional d'art populaire de Kherson

## Kiev
- Musée national de l'histoire de l'Ukraine.
- Musée national des sciences naturelles et son annexe le Musée archéologique, département de l'Institut d'archéologie de l'Académie nationale des sciences d'Ukraine.
- Musée national de littérature de Kiev.
- Musée de la révolution ukrainienne (1917-1921).
- Cathédrale Sainte-Sophie.
- Église Saint-André.
- Forteresse de Kiev.
- Musée ferroviaire de Kiev.
- Laure des Grottes de Kiev.
- Musée national du mémorial aux victimes du Holodomor.
- Musée des archives de la période de transition de Kiev (uk).
- Musée de l'histoire de l'Ukraine dans la Seconde Guerre mondiale.
- Musée Ivan Honchar.
- Musée de l'histoire de Kiev.
- musée d’architecture populaire et d’ethnographie de Pyrohiv.
- Musée national d'art populaire ukrainien (en).
- Musée national d'art d'Ukraine.
- Musée du Trésor national de l'histoire de l'Ukraine il fait partie de la Laure des Grottes de Kiev.
- Musée Khanenko.
- Musée national de peinture de Kiev
- Musée national de l'aviation Oleg Antonov
- Musée de la bataille de Kiev (1943)
- Musée Viktor Kossenko
- Musée national de Tchernobyl
- Musée Mikhaïl-Boulgakov
- Musée de l'occupation soviétique
- Musée d'une rue
- Porte dorée
- Réserve nationale Sophie de Kiev
- Complexe muséal national d'art et de culture de Mystetskyi Arsenal

## Kolomya
- Musée national du folklore des Houtsoules et de Pocoutie,
- Le musée Pysanka.

## Kramatorsk
- Musée d'art de Kramatorsk.
- musée régional du Donetsk à Kramatorsk.
- musée d'histoire de Kramatorsk.

## Lebedyn
- Musée d'histoire régionale de Lebedyn.
- Musée d'histoire locale de Lebedyn.

## Louhansk
- Musée technique d'aviation.

## Lviv
- Galerie nationale d'art de Lviv ;
- Musée d'histoire naturelle de l'Académie nationale des sciences d'Ukraine ;
- Musée national de Lviv, Fondation scientifique et artistique du métropolite André Cheptytsky  ;
  - Musée mémorial d'art Olena Koultchytska, Lviv ;
  - Musée commémoratif d'art Oleksa Novakivskyi, Lviv ;
  - Musée mémorial d'art Leopold Levitsky, Lviv ;
  - Musée d'art Mykhailo Bilas, Truskavets ;
  - Musée commémoratif d'art Ivan Trouch, Lviv ;
  - Musée d'art de Sokalshchyna, Chervonograd ;
  - Musée d'art Boykivshchyna, Sambir ;
- Musée d’ethnographie et d’artisanat de Lviv ;
- Musée d'histoire de Lviv ;
- Musée de la pharmacie de Lviv ;
  - Palais Bandinelli.
- Musée des uniformes militaires ukrainiens.

## Makariv
- Musée d'histoire locale de Makariv.

## Marioupol
- Musée d'art local de Marioupol.
- Musée d'art Arkhip Kouïndji .
- Musée maritime de Marioupol.

## Melitopol
- Musée d'histoire locale de Melitopol

## Mykhaïlivka
- Musée Borys Hrintchenko.

## Mykolaiv
- Musée d'art de Mykolaiv
- Le musée d'art et traditions locales de Mykolaïv.
- Le musée régional de traditions locales de Mykolaïv.
- Le musée naval et de la Flotte de Mykolaïv.

## Odessa
- Musée-mémorial de la défense héroïque d'Odessa
- Musée anatomique de l'université nationale de médecine d'Odessa
- Musée de la forteresse d'Izmaïl.
- Musée d'archéologie d'Odessa
- Musée d'art contemporain
- Musée d'art occidental et oriental
- Musée d'Art d'Odessa
- Musée du cinéma d'Odessa (uk)
- Musée de la Filikí Etería
- Musée de la Flotte
- Musée du football
- Musée d'histoire des juifs d'Odessa
- Musée de l'Holocauste d'Odessa
- Musée d'histoire militaire
- Musée d'histoire d'Odessa
- Musée de l'histoire du parti communiste d'Odessa
- Musée littéraire d'Odessa
- Musée Constantin Paoustovski
- Musée municipal de la collection Blechtchounov
- Musée numismatique d'Odessa
- Musée paléontologique de l'université nationale d'Odessa
- Musée populaire de l'histoire de la milice de la région d'Odessa
- Musée Pouchkine d'Odessa
- Musée Roerich
- Musée du son « Pintchouk »
- Musée « Vieille Odessa » (uk)
- Musée zoologique de l'université d'Odessa

## Oujhorod
- musée du château,
- musée de la forteresse,
- musée d'architecture et de folklore d'Oujhorod,
- musée d'art régional de Transcarpatie.

## Poltava
- Musée d'art de Poltava.
- Musée de l'aviation stratégique de Poltava.
- Galerie d'art urbain de Kremenchutska.
- Galerie d'art Natalia Yuzefovych Kremenchuk.
- musée ethnographique de Poltava.

## Rivne
- Musée régional des traditions locales de Rivne.

## Sambir
- Le musée Les Kourbas.
- Le Musée historique et ethnographique Boykivchtchyna.

## Soumy
- Musée d'art régional Nikanor Onatsky.
- Musée Tchekhov de Soumy.
- Musée d'art municipal de Lebedyn.

## Tcherkassy
- Le musée régional d'histoire de Tcherkassy.

## Tchernihiv
- Le Musée régional d'art de Tchernihiv.
- Musée des antiquités ukrainiennes Vassily Tarnovsky.

## Tchernivtsi
- Musée de la communauté juive de la Bucovine.
- Le musée régional de Tchernvitsi,
- Musée local de Tchernvitsi.
- Musée Volodymyr-Ivassiouk.
- Le musée de l'air et de l'espace.
- Musée Olha-Kobylianska.

## Ternopil
- Musée d'art régional de Ternopil.
- Musée Ivan-Horbatchevsky.
- Musée mémorial d'art I. Khvorostetsky Potchaïv.

## Vinnytsia
- Musée d'État Pirogov,
- Musée d'art de Vinnytsia,
- Musée local d'histoire de Vinnytsia,
- Musée de la Force aérienne ukrainienne,
- Musée Mykhaïlo Kotsioubynsky,
- Musée du château d'eau de Vinnytsia,
- Musée des Beaux-Arts de Shargorodsky,
- Musée des Beaux-Arts Yampilsky.

## Zaporijjia
- Musée Zaporogue d'histoire locale.
- Musée régional d'art de Zaporijjia.
- Le musée régional d'art de Zaporijjia.
- Le Musée des cosaques de Zaporijjia.

## Autres villes
- Musée-manoir du général Dragomirov à Konotop.
- Palais de Gabriel-Bethelen à Berehove.
- Musée des traditions locales de Loutsk.
- Le musée Alexandre Souvorov.
- Musée des forces stratégiques.
- Khoutir Nadia.
- musée Serge-Prokofiev du Raïon de Pokrovsk.
- Musée d'histoire locale de Kirovohrad.
- Musée d'histoire de Trouskavets.
- château de Radomychl du raïon de Jitomir.
- Musée Bogdan Khmelnitski.
- Palais de Livadia, à Livadia.
- Maison-musée Schmidt à Berdiansk.
- Musée d’histoire locale d’Ouman.
- Musée d'aviation KRAUSS de Kryvyï Rih.
- Musée en plein air de Pereïaslav-Khmelnytskyï.
- Réserve nationale historique et culturelle Taras Chevtchenko à Chevchenkove.
- Datcha Blanche, à Yalta.
- Domaine Galitsine de Trostianets.
- Château de Popov, à Vassylivka.
- Palais-musée à Samtchyky.
- Musée de la bataille de Kiev (1943) à Novi Petrivsti.

## Crimée
- Galerie nationale d'art d'Aïvazovski ;
- Palais de Massandra ;
- Musée naval de Balaklava.